# La Riche
La Riche è un comune francese di 10 273 abitanti situato nel dipartimento dell'Indre e Loira nella regione del Centro-Valle della Loira.

## Società

### Evoluzione demografica
Abitanti censiti

## Monumenti e luoghi di interesse
Nel paese si trova l'ex convento dei Minimi, noto per essere il luogo di sepoltura di San Francesco da Paola e del re del regno di Napoli Federico d'Aragona.